# 마켓오 제과
마켓오 제과(Market O)는 대한민국의 제과 브랜드로 2008년 설립되었다.
판매 중인 제품으로는 리얼 브라우니, 리얼 크래커, 순수감자 프로마지, 초코 클래식, 크래커, 투유, 워터크래커, 클래식 넛츠, 넛츠바, 클래식베리, 베리바, 리얼피넛브라우니 등이 있다.

## 브랜드
마켓오는 (주)오리온의 과자 브랜드로, 2008년 12월 '자연이 만든 순수과자'를 컨셉으로 설립되었다. 마켓오 제과는 10여 가지의 쳔연재료만을 가지고 만들어지며, 공정 과정에서 합성첨가물, 쇼트닝, 마가린, 색소를 사용하지 않는다. 또 외식 브랜드인 웰빙 퓨전 마켓오 레스토랑의 자매 브랜드이기도 하다.

## 제품
1. Real Brownie: 마켓오 리얼 브라우니는 코코아 콩을 볶은 후 분쇄한 코코아 매스와 식물성 코코아 버터로 만든 초콜릿을 사용하여 만들어진다.[5] 합성착색료, 합성팽창제, 산도 조절제, 향민증진제, 정제 가공유지 등은 사용하지 않는다. 1회 제공량당 열랑은 525kcal, 당류는 35g, 포화지방은 21.5g이다.[6]
2. Real Cracker: 마켓오 리얼 크래커는 크래커와 초코 크래커 두 종류가 있다. 8시간 동안의 요거트 발효, 천연 발효종이 되기까지 6일 동안의 기다림, 크래커 반죽과 섞은 후 3시간 동안의 부풀림 끝에 만들어진다.[7] 베이킹 파우더는 들어가지 않는다. 1회 제공량당 열량은 436.5kcal, 당류는 6.3g, 포화지방은 1.3g이다.[8]
3. Real Chocolate: 마켓오 리얼 초콜렛은 코코어 버터로 만들고 랑드샤와 블루베리를 첨가한다. 정제가공유지를 넣지 않는다.[9]
4. Real Potato Fromage: 마켓오 순수감자 프로마즈는 한국산 감자, 캐나다산 카놀라유, 덴마크산 카망베르 치즈를 사용하여 만든다.[10] 1회 제공량당 열량은 500kcal, 포화지방은 4.2g이다.[11]

## 홍보
1. TV 광고: 배우 이민호, 강소라, 고소영, 박신혜, 김슬기, 가수 2PM을 모델로 광고를 제작한 바 있다.
2. 기타: 다이나믹 듀오, 빅뱅, 비욘세, MAMA 콘서트장과 패션쇼 등에서 마켓오를 무료로 나누는 행사를 실시한 바 있다.

## 매출
1. 2008년: 400억 돌파[12]
2. 2009년: 633억 돌파[13]